# 5-gallon steel military gasoline can

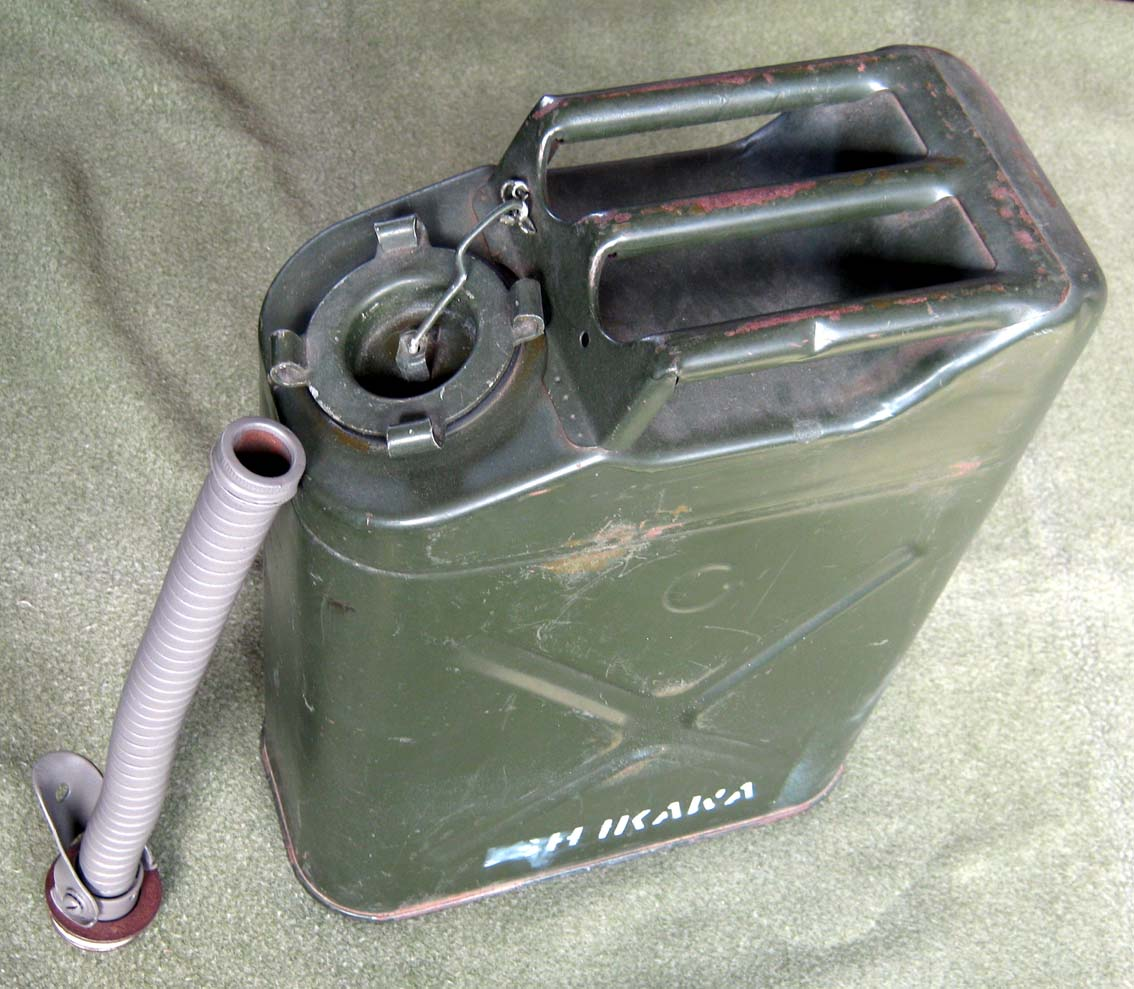
Jerrycan de 5 gallons de 1952.

Le 5-gallon steel military gasoline can est un conteneur de carburant inspiré du modèle allemand WehrmachtKanister de la Seconde Guerre mondiale. Ses caractéristiques sont définies par la spécification MIL-C-1283D de l'armée américaine.

## Histoire
Le développement d'un conteneur à carburant individuel pour l'US Army débuta en 1931, à Fort Eustis en Virginie, quand furent planifiés les grandes unités mécanisés.
À cette époque, l'OQMG (Office of the Quartermaster General) adopta le baril de 10 gallons US (38 litres environ) alors en usage dans l'industrie, qui fut équipé d'un simple flexible, considéré comme la moins chère et la meilleure manière de transvaser le contenu. 
Quand Paul Pleiss révéla l'existence du WehrmachtKanister en 1939, les responsables de la Motor Transport Division ne virent donc d'abord qu'un objet de peu d'intérêt puisque ne correspondant pas, croyaient-ils, à leurs besoins.
Cependant, à l'été 1940, il apparut que la manutention du fût de 10 gallons était impossible à un homme seul, et que leur forme cylindrique rendait le stockage malaisé, il devint donc nécessaire de se doter de conteneurs plus petits et de forme rectangulaire.
Un modèle du WehrmachtKanister fut envoyé à l'OQMG et la Motor Transport Division commença à s'y intéresser.
Le Motor Transport Depot de Camp Holibird, dans le Maryland, reçut l'ordre de préparer les plans d'un bidon de 5 gallons reprenant les caractéristiques générales des « blitz cans » pris à la Wehrmacht.
Le personnel du MTO s'efforça d'adapter le modèle allemand aux méthodes de fabrication et aux usages de l'industrie américaine. Dans ce but, la spécification MIL-C-1283D prévoyait l'utilisation d'un bouchon à vis de 2½" du même modèle que celui des fûts industriels courants, en lieu et place du bouchon à came, si pratique, de l'original. Cela contraignit les équipages à conserver précieusement une clé spéciale pour ouvrir et fermer ainsi qu'un bec verseur pour faire le plein. Ce choix, dicté par la nécessité d'utiliser des éléments standards, permit toutefois d'adapter au « 5-gallon » tous les accessoires pouvant être montés sur les barils du commerce. Ils choisirent aussi une construction en trois pièces assemblées par deux soudures à l'arc, au lieu des deux demi-coques brasées de l'original, ce qui permit de réduire à moins de 1 % la proportion de bidons présentant des fuites.
À l'épreuve des combats, le 5-gallon steel military gasoline can se montra très résistant, mais bien peu pratique à utiliser, et son concurrent, le « jerrican » finit par s'imposer comme la référence des conteneurs individuels à carburant.